# Résolution 1679 du Conseil de sécurité des Nations unies
Membres permanents
- Chine
- États-Unis
- France
- Royaume-Uni
- Russie

Membres non permanents
- Argentine
- Congo
- Danemark
- Ghana
- Grèce
- Japon
- Pérou
- Qatar
- Slovaquie
- Tanzanie

Résolution no 1678 Résolution no 1680
La résolution 1679 du Conseil de sécurité des Nations Unies, adoptée à l'unanimité le 16 mai 2006. Après avoir rappelé les résolutions 1556 (2004), 1564 (2004), 1574 (2004), 1590 (2005), 1591 (2005), 1593 (2005), 1663 (2005) et 1665 (2006) sur la situation au Soudan, le Conseil de sécurité a approuvé une décision du Conseil de paix et de sécurité de l'Union africaine d'avancer vers le déploiement d'une force de maintien de la paix des Nations Unies au Darfour dès que possible.
Après l'adoption de la résolution 1679, la Chine a déclaré qu'elle ne soutiendrait aucune autre résolution contre le Soudan en vertu du Chapitre VII, à moins que l'approbation du gouvernement soudanais ne soit obtenue.

## Résolution

### Préambule
Dans le préambule de la résolution, le Conseil s’est déclaré préoccupé par les conséquences du conflit prolongé au Darfour sur la population civile et a réitéré que toutes les parties devaient mettre immédiatement fin à la violence. Le Conseil s'inquiète également de la possibilité que le conflit affecte le reste du Soudan et le Tchad voisin, notant la détérioration des relations entre les deux pays.
Dans le même temps, les membres du Conseil ont salué les efforts politiques déployés par l’Union africaine pour résoudre la crise au Darfour. En outre, les efforts de la Mission de l’Union africaine au Soudan (AMIS) ont été salués, malgré des « circonstances exceptionnellement difficiles ». Le Conseil a envisagé une opération de suivi des Nations Unies au Darfour avec une participation africaine.

### Dispositif
Agissant en vertu du Chapitre VII de la Charte des Nations unies, le Conseil de sécurité a appelé les parties à l'Accord de paix au Darfour à respecter les engagements qu'elles avaient pris et à mettre en œuvre immédiatement l'accord, tandis que celles qui ne l'avaient pas signé étaient instamment priées de le faire. Il a exprimé son intention d’envisager des sanctions contre toute partie ou individu qui ferait obstacle à la mise en œuvre de l’accord.
L'Union africaine a été invitée à consulter les Nations Unies, les organisations internationales et les pays sur les mesures visant à renforcer la capacité de l'AMIS à faire respecter les dispositions de sécurité de l'Accord de paix au Darfour, tout en approuvant la décision de l'Union africaine de transformer son opération en une opération des Nations Unies. Toutes les décisions relatives à la nouvelle opération seront discutées avec les parties à l’accord de paix.
Enfin, la résolution demandait au Secrétaire général Kofi Annan de soumettre des recommandations sur le mandat, la structure, la capacité, le coût et les participants potentiels de l'opération des Nations Unies au Darfour, dans un délai d'une semaine après le retour d'une mission d'évaluation.